# Санфречче Хіросіма
Санфречче Хіросіма (яп. サンフレッチェ広島, Санфуретті Хіросіма) — японський футбольний клуб з району Аса-Мінамі в Хіросімі, який виступає в Джей-лізі.

## Досягнення
| Санфречче Хіросіма (Професіональний період) - Джей-ліга - Чемпіон (3): 2012, 2013, 2015 - Перший етап Джей-ліги - Чемпіон (1): 1994 - Другий етап Джей-ліги - Чемпіон (1): 2015 - Кубок Джей-ліги - Володар (1): 2022 - Суперкубок Японії - Володар (5): 2008, 2013, 2014, 2016, 2025 - Джей-ліга 2 - Чемпіон (1): 2008 СК «Тою Когю» та СК «Мазда» (Аматорський період) - Японська футбольна ліга: - Чемпіон (5): 1965, 1966, 1967, 1968, 1970 - Кубок Імператора - Володар (3): 1965, 1967, 1969 - Чемпіонат Японії з футболу серед робітничих колективів: - Чемпіон (2): 1956, 1962 (розділений) - МХК Суперкубок Японії з футболу - Володар (1): 1967 |  | Санфречче Хіросіма (Професіональний період) - Клубний чемпіонат світу з футболу - Бронзовий призер (1): 2015 СК «Тою Когю» (Аматорський період) - Азійський клубний чемпіонат: - Бронзовий призер (1): 1969 |

## Відомі гравці
- Лі Таданарі
- Томаокі Макіно
- Туліо
- Олег Пашинін
- Сергій Скаченко
- Іван Гашек
- Сезар Сампайо
- Давид Муджирі
- Дан Калічман

## Відомі тренери
| Тренер                        | Нац.       | Період                          | Команда            | Асистент тренера                             |
| ----------------------------- | ---------- | ------------------------------- | ------------------ | -------------------------------------------- |
| Ямазакі Йотикі                | Японія     | 1938–42, 1947–50                | Тою Когю           |                                              |
| Обата Мінору                  | Японія     | 1951–63                         | Тою Когю           |                                              |
| Сімомура Юкіо                 | Японія     | 1964–71                         | Тою Когю           |                                              |
| Охасі Кендзо                  | Японія     | 1972–75                         | Тою Когю           |                                              |
| Мацумото Ікуо                 | Японія     | 1976                            | Тою Когю           |                                              |
| Огі Арітацу                   | Японія     | 1977–80                         | Тою Когю           |                                              |
| Німура Теруо                  | Японія     | 1981–83                         | Мазда Спортс       | Екхард Крауцун (серпень 1983 – серпень 1983) |
| Іманісі Кадзуо                | Японія     | 1984–87                         | Мазда Спортс       | Ханс Уфт (1984–87), Дідо Хавенаар (1986–87)  |
| Ганс Офт                      | Нідерланди | 1987–88                         | Мазда Спортс       | Дідо Хавенаар (1987–88)                      |
| Іманісі Кадзуо                | Японія     | 1988–92                         | Мазда Спортс       | Білл Фоулкс (1988–91)                        |
| Стюарт Бакстер                | Шотландія  | липень 1992 – грудень 1994      | Санфречче Хіросіма | Ян Йонссон (1993–94)                         |
| Вім Янсен                     | Нідерланди | січень 1995 – грудень 1996      | Санфречче Хіросіма |                                              |
| Едді Томсон                   | Шотландія  | січень 1997 – грудень 2000      | Санфречче Хіросіма | Том Серманні (1997–98)                       |
| Валерій Непомнящий            | Росія      | 1 січня 2001 – 31 грудня 2001   | Санфречче Хіросіма |                                              |
| Гаджи Гаджієв                 | Росія      | 1 січня 2002 – липень 2002      | Санфречче Хіросіма |                                              |
| Кімура Такахіру               | Японія     | червень 2002 – грудень 2002     | Санфречче Хіросіма |                                              |
| Оно Такеті                    | Японія     | 1 грудня 2002 – квітня 2006     | Санфречче Хіросіма |                                              |
| Мотізукі Казуюрі (вик. обов.) | Японія     | 2 квітня 2006 – 9 червня 2006   | Санфречче Хіросіма |                                              |
| Михайло Петрович              | Сербія     | 10 червня 2006 – 31 грудня 2011 | Санфречче Хіросіма | Ранко Попович (2006–07)                      |
| Моріясу Хадзіме               | Японія     | 1 січня 2012–                   | Санфречче Хіросіма |                                              |